# Nakagami, Okinawa
Nakagami (中頭郡; -gun Okinawan: Nakajan) là một huyện thuộc tỉnh Okinawa, Nhật Bản.

## Các thị trấn và làng
- Chatan
- Kadena
- Kitanakagusuku
- Nakagusuku
- Nishihara
- Yomitan